# Mirabèu e Blacon
Mirabel-et-Blacons és un municipi francès de la regió d'Alvèrnia-Roine-Alps, departament de la Droma. L'1 de gener del 2021 tenia 1.192 habitants.